# Джорс, Элдон Уэйн
Элдон Уэйн «Эл» Джорс (англ. Eldon W. Joersz; род. 5 февраля 1944) — американский лётчик, вместе с лейтенантом Джорджем Морганом установивший в 1976 году мировой рекорд по скорости полёта.

## Биография
Родился 5 февраля 1944 года. В 1966 году окончил Университет штата Северная Дакота и получил степень магистра в Обернском университете в 1978 году. Участвовал в боевых действиях на территории Вьетнама.
В 1976 году Джорс и лейтенант Джордж Морган установили на сверхзвуковом самолёте SR-71 рекорд по скорости полёта. Он составил 2193,167 мили в час (3529,56 км/ч) и является по сей день непревзойдённым. Предыдущее достижение принадлежало Дэниелу Андре и Роберту Л. Стивенсу и равнялось 2070 милям в час (3330 км/ч).
Джорс — кавалер ордена «Легион почёта» и медалей «За выдающуюся службу» и «За похвальную службу» Министерства обороны США. Он вышел на пенсию в 1997 году в чине генерал-майора.